# 韓魁
韓魁，福州連江縣洪塘人，明朝政治人物。

## 生平
永樂十六年（1418年）戊戌科進士，擔任交趾温邱县丞。